# Minóg Władykowa
Minóg Władykowa, minog Władykowa (Eudontomyzon vladykovi) – gatunek bezżuchwowca z rodziny minogowatych (Petromyzontidae). 

## Systematyka
Bywa uznawany za podgatunek minoga ukraińskiego.

## Zasięg występowania
Występuje w Europie Środkowej, w dorzeczu górnego i środkowego Dunaju. Brak go w dorzeczy Cisy.
W Polsce stwierdzony w Czarnej Orawie i Piekielniku. 

## Budowa ciała
Długość ciała 12–18 cm (max 21,2 cm). Wzdłuż tułowia 61 - 67 miomerów. płetwa ogonowa ma kształt łopatkowaty.
Ubarwienie grzbietu ciemnoszare, brzuch i boki srebrzystobiałe. Płetwa ogonowa nie wybarwiona. U ślepic tułów nie jest cętkowany.

## Biologia i ekologia

### Tryb życia
Gatunek osiadły. Występuje w czystych, dobrze natlenionych górskich i podgórskich strumieniach. Ślepice żyją zagrzebane w bogatym w detrytus piaszczystym bądź gliniastym dnie.

### Odżywianie
Nie jest gatunkiem pasożytniczym. Ślepice żywią się szczątkami organicznymi.

### Rozród i cykl życiowy
Ślepice żyją przez okres 3,5 -4,5 roku. Przeobrażenie następuje w okresie od lipca do września. 
Tarło odbywa się od marca do maja przy temperaturze wody 7 - 10 °C. W jego trakcie samce wygrzebują płytkie gniazda w miejscach o spokojnym nurcie. Po tarle tarlaki giną.